# TT64
La tombe thébaine TT 64 est située à Cheikh Abd el-Gournah, dans la nécropole thébaine, sur la rive ouest du Nil, face à Louxor en Égypte.
C'est la sépulture d'Heqa-erneheh, précepteur royal du prince Amenhotep pendant le règne de Thoutmôsis IV. Il a vécu, y compris pendant le règne d'Amenhotep III durant la XVIIIe dynastie,.

## Attestation
Heqa-erneheh est montré avec le fils du roi Thoutmôsis IV, Amenhotep (qui deviendra plus tard Amenhotep III). Derrière Heqa-erneheh, six princes royaux sont représentés. L'un d'eux est le prince Amenemhat, fils de Thoutmôsis IV et dont les vases canopes ont été trouvés dans la tombe de son père, la KV43.